# Internationales Berufssekretariat der Lehrer
Das Internationale Berufssekretariat der Lehrer (IBSL) war ein 1928 gegründeter Dachverband nationaler Lehrergewerkschaften unter dem Dach des Internationalen Gewerkschaftsbundes (IGB).

## Gründungsgeschichte
Unter dem Dach des Internationalen Gewerkschaftsbundes existierten Mitte der 1920er Jahre 26 sogenannte Berufssekretariate, in denen die nach Branchen organisationen nationalen Gewerkschaftsorganisationen ihre Arbeit auf internationaler Ebene koordinierten. Das IBSL kam 1928 als 27. Berufssekretariat hinzu.

„Eine zweite Tendenz der Auflockerung der Richtungsgewerkschafts-Internationalen verbindet sich mit der Existenz der sogenannten Internationalen Berufssekretariate der Gewerkschaften. Hierbei handelt es sich um internationale Föderationen von Einzel-, also Branchen- oder Berufsgewerkschaften mit zum Teil langer Tradition. wie z. B. Metallarbeiter-Föderation, Chemiearbeiter-Föderation usw. […] Einen institutionellen Bezugspunkt haben sie vor allem in der nach dem 1. Weltkrieg gegründeten Internationalen Arbeitsorganisation in Genf, die zunächst als Organ des Völkerbundes wirkte, dessen Ende überleben konnte und in der Regierungen, Arbeitgeber und Gewerkschaften vertreten sind.“

Auf der Homepage der heutigen Nachfolgeorganisation des IBSL, der Education International, wird dessen Vorgeschichte bis ins Jahr 1912 zurückverfolgt, in dem in Belgien ein internationales Komitee der nationalen Lehrerverbände öffentlicher Schulen gegründet worden war. Die Arbeit dieser Organisation wurde zunächst durch den Ersten Weltkrieg unterbunden, bevor dann 1920 die Education Workers‘ International, die Internationale der Bildungsarbeiter entstand. Sie ist nach Gries der Vorläufer des IBSL, wobei die Education International noch weitere Organisationen benennt: die 1923 in San Francisco gegründete World Federation of Education Associations (WFEA) die International Federation of Teacher Associations. Nach Einschätzung der Education International handelte es sich bei allen genannten Verbänden – und auch dem dann noch gegründeten IBSL – um kleinere Organisationen, deren Mitglieder in Europa und Nordamerika beheimatet waren.
Zwischen 1926 und 1928 gelang es dann dem IGB, die Voraussetzungen für eine neue internationale Organisation zu schaffen: das IBSL mit Sitz in Amsterdam. Die Gründungsmitglieder waren Lehrergewerkschaften aus Frankreich, Holland, Luxemburg und Österreichs. Von deutscher Seite aus nahm die Freie Lehrergewerkschaft Deutschlands (ab 1. April 1924 Allgemeine Freie Lehrergewerkswchaft Deutschlands, AFLD) an der Gründungsversammlung des IBSL als Gast teil, vollzog aber erst auf ihrem Verbandstag im April 1927 den Beitritt zum IBSL.

Über die Ziele und die Entwicklung des ISBL schreibt Schnorbach:

„Ziele des IBSL waren Stärkung der angeschlossenen Organisationen, Verbesserung der Lage der Lehrerschaft, Wahrung der politischen Rechte der Lehrerschaft, Verbesserung des Unterrichts, Erziehung zum Frieden, kulturelle Förderung der Arbeiterklasse. 1933 umfaßte das IBSL 12 Organisationen aus 10 Ländern (in der Reihenfolge ihrer Mitgliederstärke: Frankreich, Holland, Österreich, Belgien, Holländisch-Indien, Deutschland, Schweiz, Tschechoslowakei, Lettland, Luxemburg) mit einer Mitgliederzahl von 108 000. 1940 bei seiner Auflösung infolge des Krieges zählte das IBSL 5 Organisationen mit 225 000 Mitgliedern (Mexiko, Frankreich, Holland, Belgien, Schweiz).“

In Deutschland hatte sich die AFLD im Frühjahr 1933 aufgelöst; ihren Sitz im IBSL übernahm von 1934 an bis zu seiner Auflösung im Jahre 1939 der Verband deutscher Lehreremigranten, an dessen Gründung der IBSL mitgewirkt hatte und in dem viele emigrierte AFLD-Mitglieder eine neue organisatorische Heimat fanden. Heinrich Rodenstein, der dem Verband deutscher Lehreremigranten angehörte, vertrat diesen seit Ende 1935 im IBSL.

## Aktivitäten
Das IBSL, dessen Büro zunächst drei Mitglieder hatte, später fünf, und dem als Brüsseler Sekretär Artur Bratu angehörte, gab seit 1928 ein vierteljährlich erscheinendes Mitteilungsblatt heraus und von 1937 bis 1939 auch eine wissenschaftliche Vierteljahresschrift mit dem Titel „Education et Culture“.

Der IGB verabschiedete 1933 auf seinem Kongress in Brüssel das Internationale Schul- und Erziehungsprogramm des Internationalen Gewerkschaftsbundes. Die Ausarbeitung dieses Programms hatte das ISBL 1930 initiiert und es maßgeblich mitgestaltet.

„Es sollte ‚die allgemeinen Grundzüge eines Programms, das die Arbeiterklasse verwirklicht zu sehen wünscht‘, festlegen. Diese Grundzüge sollten in jedem Land als Richtlinien für die Erstellung eines auf die eigenen politischen und sozialen Verhältnisse abgestimmten Schul- und Erziehungsprogramms gelten. Ob und inwieweit das Programm in den einzelnen Ländern in der kurzen Zeit, die der Faschismus ihnen ließ, realisiert werden konnte, bedarf noch der weiteren Erforschung.“

Ein Schwerpunkt der IBSL-Arbeit waren die jährlich stattfindenden Sommerschulen „zu Themen wie Einheitsschule, Schule und Weltfrieden, Arbeiterklasse und Schule, Erneuerung der Kultur, Kritische Wissenschaft und Berufsberatung, die im Schnitt von 120 Teilnehmern besucht wurden.“:
- 1929 in Brüssel: Schule und Weltfrieden
- 1930 in Paris: Einheitsschule
- 1931 in Hamburg: Arbeiterklasse und Schule
- 1933 in Amsterdam: Der praktische Kampf gegen den Krieg
- 1937 in Pontigny
- 1938 in Nizza.

Im Zuge der Verfestigung der faschistischen Herrschaftsstrukturen gewann die Unterstützung politisch verfolgter Kolleginnen und Kollegen zunehmend Bedeutung für die Arbeit des IBSL. Sieben ihm angeschlossene Landesverbände wurden im Laufe der Jahre verboten, und zur Hilfe für deren verfolgte Mitglieder hatte das IBSL 1932 auf seinem Kongress in Genf den Karl-Gareis-Fonds eingerichtet. Doch dessen Leistungsfähigkeit kam schon 1933 an seine Grenzen.

„Die sich seit Beginn des Jahres 1933 verschärfende Lage vor allem in Deutschland, aber auch in Österreich, erschöpfte nahezu die finanziellen Möglichkeiten
des Karl-Gareis-Fonds, so daß das IBSL sich gezwungen sah, vorübergehend die nationalen Sektionen zu verstärkten Bemühungen um die geflüchteten deutschen Kollegen aufzurufen. Auf der Tagung am 7.8.1933 in Amsterdam beschloß der Generalrat des IBSL, eine Solidaritätsbriefmarke herauszugeben. Sie wurde Ende 1933/Anfang 1934 in Frankreich, Belgien und Spanien vertrieben. In Holland führte der Lehrerbund eine intensive Werbekampagne in seiner Zeitschrift De Bode durch. Die gesammelten Spenden sollten zwischen dem Karl-Gareis-Fonds, dem Matteotti-Fonds des IGB und den Hilfsfonds der nationalen Sektionen des IBSL aufgeteilt werdena. Bis zum Sommer 1934 zur Tagung des Generalrats in Aussig hatte sich die finanzielle Situation des Karl-Gareis-Fonds wieder gebessert. Für die Vergabe von Unterstützungsgeldern aus dem Karl-Gareis-Fonds war grundsätzlich das Büro des IBSL zuständig. Die Verwaltung oblag dem Schatzmeister des IBSL, C. Moerman aus Holland.“

Der Ausbruch des Zweiten Weltkriegs führte auch das Ende der Arbeit des IBSL herbei. Vielen Aktiviste, darunter auch vielen Deutschen, gelang die Flucht nach England, wo viele von ihnen in der International Group of Teachers Trade Unionists mitarbeiteten.

„Die ‚International Group of Teachers Trade Unionists‘ war sowohl Fortsetzung wie auch Neubeginn des 1940 untergegangenen Internationalen Berufssekretariats der Lehrer. An dem Aufbau der International Group durch Walter Schevenels, Sekretär des IGB in London, wohin der IGB seit Kriegsausbruch seinen Sitz verlegt hatte, hatte sich Artur Bratu, ehemals technischer Sekretär des IBSL in Brüssel, mit Rat und Tat beteiligt. Schwerpunkt der Diskussionen in der Gruppe waren Probleme der Gewerkschaftsorganisation für Lehrer und die Rolle der Erziehung im Nachkriegseuropa. Vertreter aus Deutschland, Österreich, CSR, Polen, Belgien, Frankreich und Spanien nahmen an der Arbeit teil.“

Für Schnorbach ist die International Group of Teachers Trade Unionists „sowohl Fortsetzung wie auch Neubeginn des 1940 untergegangenen Internationalen Berufssekretariats der Lehrer“. Als Personen, die ihren Aufbau vorangetrieben hätten, erwähnt er Walter Schevenels und Artur Bratu.

## Neubeginn nach dem Zweiten Weltkrieg
Es dauerte bis zum Jahre 1951, bis sich eine offizielle Nachfolgeorganisation des ISBL konstituierte. „Seit ihrer Wiedergründung im Jahr 1951 als Internationale Föderation der Freien Lehergewerkschaften (IFFL) agierte sie als Internationales Berufssekretariat des Internationalen Bundes Freier Gewerkschaften (IBFG). 1993 erfolgte die Fusion der IFFL mit dem 1952 gegründeten, liberal-konservativen Weltverband der Lehrerorganisationen (WVLO) zur Bildungsinternationalen.“